# Вкореняваща манатарка
Вкореняващата манатарка (Boletus radicans) е вид базидиева гъба от род Манатарки (Boletus). Включена е в Червената книга на гъбите в България като уязвима.

## Описание
Гъбата е широка до 20 cm в диаметър, сребристосива, сивкава или сивкаво-охрена на цвят. Пънчето ѝ обикновено е бухалковидно, по-рядко цилиндрично, лимоненожълто, понякога на места обезцветено до белезникаво. При допир или нараняване посинява. Месото ѝ е бледожълто, рядко белезникаво, при излагане на въздух посинява. Има горчив вкус.

## Местообитание
Среща се през юли – октомври в широколистни гори, развива се в микориза с различни дървесни видове, най-често с дъб.